# هیرام ماکسیم
سر هیرام ماکسیم (انگلیسی: Hiram Maxim; ۵ فوریهٔ ۱۸۴۰ – ۲۴ نوامبر ۱۹۱۶) یک مخترع آمریکایی_بریتانیایی بود که مسلسل ماکسیم از مشهورترین اختراع‌های وی است.